# Caluromys lanatus
L'opossum lanoso dalle orecchie brune (Caluromys lanatus, Olfers 1818), anche conosciuto come opossum lanoso occidentale, è un opossum diffuso in Sud America. È stato descritto per la prima volta dal naturalista tedesco Ignaz von Olfers nel 1818.
La IUCN lo classifica come a rischio minimo di estinzione, considerando l'ampio areale e la numerosa popolazione, anche se in alcune zone è minacciato dalla deforestazione.

## Descrizione
L'opossum lanoso dalle orecchie brune è caratterizzato da un mantello che va dal bruno al rossiccio, con sfumature grigie, mentre la parte inferiore del corpo va dal giallo all'arancio. Le spalle, gli arti e la sommità del capo presentano tonalità arancioni. La pelliccia è piuttosto folta e morbida.
È dotato di orecchie senza pelo di colore marrone con sfumature rosa, mentre la coda prensile è ricoperta di pelo fino a metà della sua lunghezza nella parte dorsale e fino a un quinto della lunghezza nella parte ventrale. La parte nuda della coda è tipicamente bianca, con sfumature giallastre e macchie brune.
Il muso tende al grigio, con una fascia scura che corre dal naso lungo la fronte, fino alla parte posteriore delle orecchie. Gli occhi sono circondati da anelli più scuri.
La lunghezza del corpo varia dai 20 ai 32 centimetri, mentre la coda è lunga dai 33 ai 45 centimetri. Il peso va dai 31 ai 52 grammi.
Rispetto alle altre specie dello stesso genere, C. lanatus ha una cranio generalmente più grande. Si distingue da C. philander per avere una coda più folta (nel secondo la coda è nuda per due terzi della lunghezza) e la tasca del marsupio che si apre sul davanti, invece che sulla linea mediana. C. lanatus si distingue inoltre da C. derbianus in quanto quest'ultimo presenta zampe più chiare e una fascia di pelo grigio tra le scapole.

## Biologia e comportamento
L'opossum lanoso dalle orecchie brune è un animale notturno e solitario, anche se sono stati osservati esemplari nutrirsi a coppie. La sua dieta è onnivora: si nutre di frutti (di piante del genere Cecropia, Piper o di altre Solanacee), nettare, piccoli invertebrati o vertebrati. È stato descritto come tipicamente frugivoro, con un cieco ben sviluppato.
Il ciclo estrale dura da 27 a 29 giorni. Le femmine sviluppano la tasca del marsupio prima di dare alla luce da uno a quattro piccoli.

## Distribuzione e habitat
L'opossum lanoso dalle orecchie brune è diffuso a est delle Ande, e occupa un areale che include Bolivia, Colombia centrale, Ecuador orientale, Perù e Venezuela sud occidentale, fino al nordest dell'Argentina, e al Brasile meridionale. Vive fino a 500 metri di quota sopra il livello del mare, anche se sono stati osservati individui fino a 2 600 metri di altitudine.
Vive principalmente nelle foreste tropicali, ma anche nelle piantagioni, nelle foreste di mangrovie e nelle aree di xerofite. Lo si rinviene anche nelle parti più boscose del Cerrado e del Pantanal.

## Tassonomia
Si distinguono quattro sottospecie:
- C. l. cicur (Bangs, 1898) è diffuso nel nordest della Colombia e nella parte nord orientale del Venezuela.
- C. l. lanatus (Olfers, 1818) è diffuso in Bolivia e nel Mato Grosso.
- C. l. ochropus (Wagner, 1842) è diffuso nella parte occidentale del Brasile, nell'estremo sudest della Colombia, nella parte orientale dell'Ecuador, in Perù e nel Venezuela meridionale.
- C. l. ornautus (Tschudi, 1845) è diffuso in Colombia meridionale, nei bassopiani della Bolivia, in Ecuador, in Perù e nelle valli della parte orientale delle Ande.

C. I. nattereri e C. l. vitalinus, citati da alcuni autori, sono considerati come sinonimi rispettivamente di C. l. lanatus e di C. l. ochropus.
Le diverse sottospecie presentano differenze nella colorazione: C. l. circur è prevalentemente marrone grigiastro, C. l. lanatus è marrone chiaro e non presenta macchie sulla coda, mentre C. l. ochropus è più tendente al rossiccio.